# Gertrude Partington Albright
Gertrude Partington Albright (11 de septiembre de 1874 - 7 de septiembre de 1959) fue una artista estadounidense de origen británico conocida por sus grabados verticales y paisajes de California influenciados por el cubismo. Enseñó en la Escuela de Bellas Artes de California durante casi treinta años.

## Familia y educación

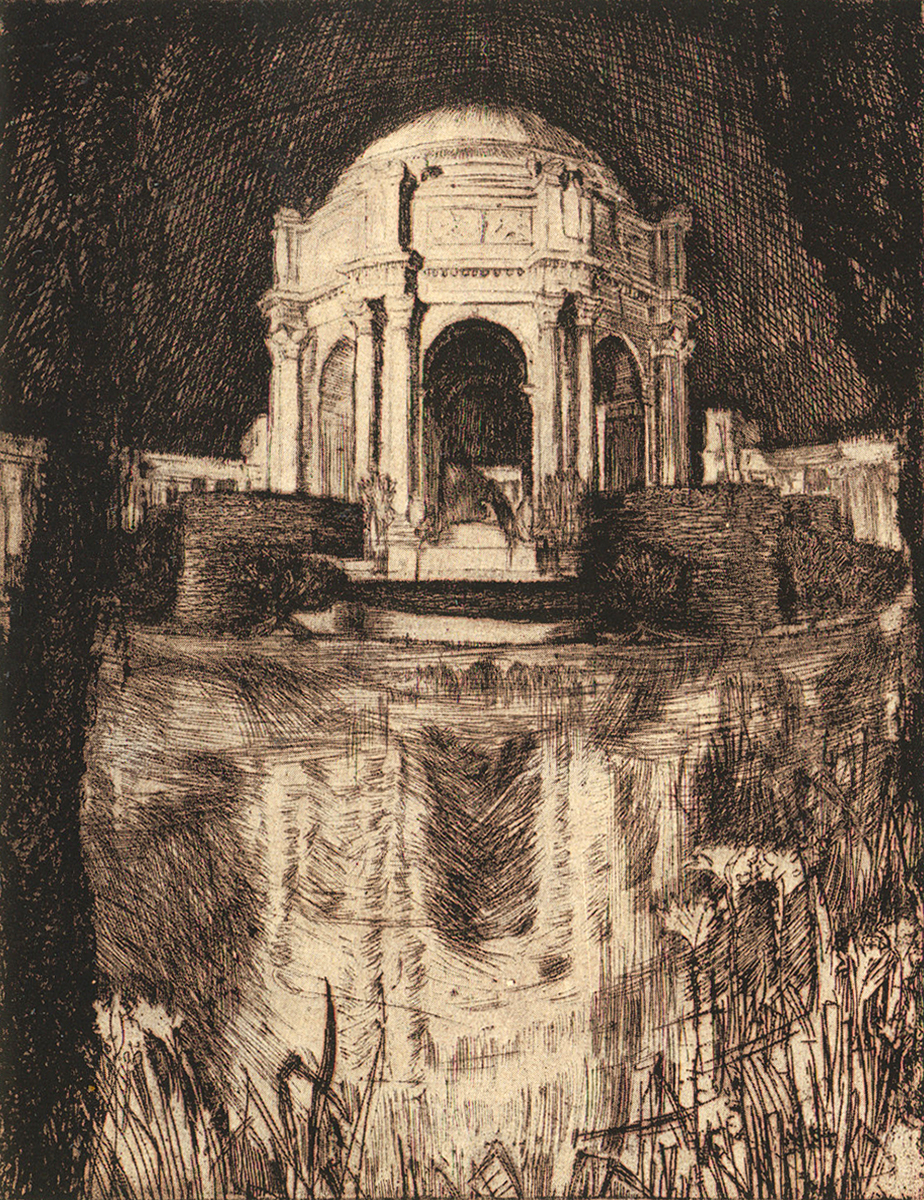
A Structure Brave: Palace of Fine Arts, etching. Obra de Gertrude Partington Albright y publicado en el libro de Cora Lenore Williams The Fourth-Dimensional Reaches of the Exposition, 1915.

Nació en Heysham, un pueblo costero en Inglaterra. Su padre era John Herbert Evelyn Partington (1843-99), pintor, y su madre era Sarah Mottershead. Cuatro de sus seis hermanos también tenían carreras relacionadas con las artes, especialmente Blanche, que se convirtió en escritora; Phyllis, que se convirtió en cantante de ópera bajo el nombre artístico de Frances Peralta; John, quien se convirtió en gerente de teatro; y Richard, que se convirtió en artista.
Su familia emigró a los Estados Unidos en 1889, instalándose en Oakland, California.
En 1917, se casó con Herman Oliver Albright (Alemania, 1876-1944), también pintor de paisajes.
Gertrude murió en San Francisco. Sus documentos y papeles personales están en ubicados en la Biblioteca Bancroft en la Universidad de California, Berkeley.

## Carrera artística
Realizó su formación inicial en arte junto con su padre y tenía solo 16 años cuando vendió su primera obra de arte. Durante un tiempo trabajó como ilustradora para el San Francisco Examiner, y contribuyó con bocetos de tribunales y retratos de la sociedad. Finalmente ganó suficiente dinero como ilustradora para costear un viaje a Europa para recibir más formación artística, inscribiéndose en la Académie Delécluse a fines de la década de 1890. En 1903 exhibió en el Salón de París.
Albright se quedó en el extranjero por varios años, haciendo ocasionales viajes para regresar a California. Volvió definitivamente al Área de la Bahía en 1912, abrió un taller de pintura y grabado en Post Street. Por entonces era ya una artista establecida, así que en el año 1917 se unió a la facultad de la Escuela de Bellas Artes de California como profesora, enseñando pintura y grabado. En 1932 fue ascendida a profesora asociada y permaneció en la escuela hasta que se retiró en 1946. También llegó a ser parte de la junta directiva de la escuela.
Albright a menudo hacía retratos con la técnica de aguafuertes los cuales se popularizaron y recibieron elogios por su técnica en crear líneas claras, hábiles y mínimas. También es conocida por sus paisajes posimpresionistas con inflexión del cubismo realizados en óleo sobre madera. Los críticos notaron la fuerte influencia de Paul Cézanne en sus pinturas pero consideraron que su trabajo tuvo éxito por sus propios méritos. Exhibió en numerosas ocasiones, ganando una medalla de bronce por uno de sus retratos en la Exposición Internacional Panamá-Pacífico de 1915. Su trabajo se encuentra en las colecciones fijas de museos, incluidos el Museo Metropolitano de Arte, el Museo de Oakland y el Museo de Young.
Participó activamente en organizaciones artísticas del Área de la Bahía, convirtiéndose en miembro fundador de la Sociedad de Etchers de California y directora de la Sociedad de Mujeres Artistas de San Francisco y sirviendo en muchos jurados de premios.